# Josean Báez
José Andrés Báez Camacho, detto Josean (Ponce, 27 aprile 1951), è un ex cestista portoricano.

## Carriera
Con Porto Rico ha disputato i Giochi panamericani di Città del Messico 1975.